# Le Rédempteur
Pour plus de détails, voir Fiche technique et Distribution.
Le Rédempteur (en portugais : Redentor) est un film brésilien, réalisé par Cláudio Torres (pt), tourné en 2003 et sorti au cinéma en 2004.

## Synopsis
Célio Rocha, journaliste brésilien, a vu un problème gâcher sa vie ainsi que celle de sa famille : pour lui faire plaisir, ses parents avaient acheté un bel appartement à un constructeur qu’ils découvrent corrompu, le père d'Otávio Sabóia, le meilleur ami d'enfance de Célio. Le fait est qu'il ne livrera jamais les 480 appartements demandés. Lorsque le père d'Otávio se suicide, Célio se voit demander par son patron de réaliser une entrevue avec Otávio. En pleine faillite, Otávio lui demande d'arranger son article en échange de 5 millions de dollars. Désormais riche, Célio s'imagine déjà combler ses parents avec tout l'argent, mais lors d'un affrontement avec la police, le père de Célio trouva la mort après un arrêt cardiaque. C'est à ce moment que Célio eut sa première vision de Dieu. En marche pour le rencontrer (ce qu'il parviendra à faire), Célio reçoit de Dieu le devoir de reverser tout l'argent à tous ceux qui n'ont pas de toits.

## Distribution
- Pedro Cardoso : Célio Rocha
- Miguel Falabella : Otávio Sabóia
- Camila Pitanga : Soninha
- Stênio Garcia : Acácio
- Fernanda Montenegro : Dona Isaura
- Fernando Torres : Justo
- Jean-Pierre Noher : Gutierrez
- Enrique Diaz : Moraes
- Mauro Mendonça : Noronha
- Tony Tornado : Tonelada
- Lúcio Mauro : Tísico
- Lúcio Andrey : Meio-Kilo
- Babu Santana : Júnior
- Rogério Fróes : Dr Soares
- Louise Wischermann : Celeste
- José Wilker : Dr sabóia
- Paulo Goulart : ministro
- Tonico Pereira : delegado
- Guta Stresser : Flávia
- Suely Franco : tia de Célio
- Fernanda Torres : Isaura (jeune)
- Domingos de Oliveira : Justo (jeune)

## Accueil critique
Selon le journaliste Rubens Ewald Filho, Le Rédempteur est « un film intelligent et personnel, mais néanmoins difficile à classifier dans le genre et très compliqué à résumer ». En ce qui concerne Lucas Rodrigues Pires « Rédempteur est une métaphore du Brésil, aussi grandiose qu'injuste. »
Le Rédempteur a été présenté en France lors du 7e festival du Cinéma brésilien de Paris le 17 avril 2005, rendant par la même occasion hommage à Fernanda Montenegro.

## Distinctions

### Nominations
- Grande Prêmio do Cinema Brasileiro 2005 : meilleur film